# جايمي هرنانديز منديز
جايمي هرنانديز منديز (بالإسبانية: Jaime Hernández Méndez)‏ هو سياسي غواتيمالي، ولد في 14 يونيو 1933.